# Любино (озеро, Тверская область)
Любино — озеро в Андреапольском муниципальном округе Тверской области России.
В озеро впадает река Тихоновка, вытекает река Моссовица, соединяющаяся Любино с озером Витьбино. 
На южном берегу озера расположена деревня Любино.

## Данные водного реестра
По данным государственного водного реестра России относится к Верхневолжскому бассейновому округу, водохозяйственный участок реки — Волга от истока до Верхневолжского бейшлота. Речной бассейн реки — (Верхняя) Волга до Куйбышевского водохранилища (без бассейна Оки).
Код объекта в государственном водном реестре — 08010100111110000000254.